# TQG
"TQG" (acrónimo para "Te Quedó Grande") é uma canção da cantora colombiana Karol G, em parceria com a cantora colombiana Shakira, lançada em 24 de fevereiro de 2023. A canção é o segundo single do álbum de estúdio de Karol G, Mañana Será Bonito (2023). Também foi incluída no décimo segundo álbum de Shakira, Las Mujeres Ya No Lloran (2024). 

## Antecedentes
As cantoras colombianas Karol G e Shakira anunciaram em uma terça-feira, 14 de fevereiro de 2023, uma colaboração para uma música intitulada "TGQ". A informação foi confirmada pela própria Karol em entrevista ao jornal norte-americano The New York Times. Ela ainda explicou que a faixa, que não é a primeira tentativa de feat entre as artistas, é um reggaeton que fala sobre raiva. A letra foi escrita por Karol G e, segundo ela, foi muito bem recebida por Shakira, que se identificou com a temática. "Quando Shakira ouviu, ela ficou tipo 'Oh meu Deus, obrigada. Essas letras são perfeitamente como me sinto agora'", contou Karol G à publicação. O anúncio da colaboração também é um sinal da crescente popularidade da música latina. Karol G e Shakira são duas das principais responsáveis por este fenômeno e sua parceria só irá consolidar o gênero no cenário global.

## Recepção crítica
"TQG" recebeu críticas positivas dos críticos musicais:
“Uma das colaborações mais esperadas no set foi a de Shakira, que foi confirmada poucos dias antes do lançamento do álbum. A dupla une forças para “TQG”, que marca a primeira vez que as superestrelas colombianas se unem para uma pista”, disse a Billboard.
“O luto acabou e a fúria partiu, mas antes de virar a página definitivamente vamos deixar uma coda com as últimas reprovações; sim, expresso com suavidade e elegância. Duas mulheres se unem para acertar contas com seus ex-companheiros, ambos famosos. Musicalmente é um reggaeton suave e rítmico, longe das batidas do gênero. As duas intérpretes estão passando o bastão para oferecer um perreo sensual e sofisticado. É uma música que não produzirá rejeição nem mesmo pelos inimigos implacáveis do reggaeton”, escreveu o EL PAÍS.
“E aconteceu de novo, Shakira tem isso há muito tempo e é claro que sua separação com Gerard Piqué é sua fonte de inspiração para as músicas que virão. Quanto tempo vai durar? Não sabemos, mas também não vamos reclamar porque a cada nova música ficamos mais a par do que aconteceu no triângulo amoroso. O que está claro, ou pelo menos é o que elas sugerem, é que tanto Piqué quanto Anuel AA tentaram entrar em contato novamente”, disse a ELLE Magazine.

## Desempenho comercial
"TQG" foi um sucesso comercial, alcançando o primeiro lugar na parada de singles da Billboard Hot Latin Songs nos Estados Unidos. A canção também alcançou o primeiro lugar nas paradas de singles de vários outros países, incluindo México, Colômbia, Argentina e Espanha. A canção foi certificada platina dupla pela Recording Industry Association of America (RIAA) e platina pela Asociación Mexicana de Productores de Fonogramas y Videogramas (AMPROFON). Também alcançou o sétimo lugar na parada de singles da Billboard Hot 100, tornando-se o primeiro single da Karol G a entrar no top 10 da parada.
O videoclipe de "TQG" foi lançado em 24 de fevereiro de 2023 e já ultrapassou a marca de 900 milhões de visualizações no YouTube. O videoclipe foi dirigido por Jhonathan Duque e foi filmado em Miami, Flórida.